# 蒙州 (唐朝)
蒙州，中国唐朝时设置的州。
贞观八年（634年）改南恭州置，治所在立山县（今广西壮族自治区蒙山县东南古眉）。取州东蒙山为名。下辖立山县、东区县（今广西蒙山县陈塘镇沙灵村）。纯义县（今广西蒙山县新圩镇）。辖境相当今广西壮族自治区蒙山县地。天宝元年（742年），改为蒙山郡。乾元元年（758年）复为蒙州。北宋时，属广南西路。熙宁五年（1072年）废入昭州。
蒙州刺史
- 方处嵩（贞元年间）
- 李湘（825年）
- 李漳（咸通年间）
- 于思晦（877年）